# Radamés Lattari
Radamés Lattari Filho (Rio de Janeiro, 15 de julho de 1957) é um ex-treinador de voleibol do Brasil. Em sua carreira de treinador, conquistou 23 títulos, tornando-se um dos mais respeitáveis treinadores do cenário nacional. No comando da Seleção Brasileira de Voleibol Masculino, sagrou-se campeão da Copa do Mundo de Voleibol em 1997, além de vencer dois títulos da Copa América de Voleibol e dois Campeonatos Sul-Americanos de Voleibol Masculino. Nas Olimpíadas de Sydney, conseguiu alcançar o sexto lugar. No período entre 2001 e 2002, Radamés acumulou uma importante passagem como superintendente da Confederação Brasileira de Voleibol (CBV), e atualmente concorre à candidatura de deputado federal para o Rio de Janeiro, nas próximas eleições.

## Biografia
Filho do dentista Radamés Lattari e de Marly Lattari, Radamés nasceu em Copacabana. Por parte de pai, é neto de um avô italiano e assim, possui a nacionalidade do país onde escreveu grandes histórias na sua carreira de treinador.
Criado sempre entre as ruas Bolívar, Barão de Ipanema, Xavier da Silveira, Miguel Lemos, Radamés teve a zona sul carioca como palco principal da sua infância. Ele realizou o ensino fundamental no Colégio Guido de Fontgalland e no conceituado Colégio Santo Agostinho. Já no ensino fundamental, estudou no famoso Colégio Mello e Souza.
Não que o vôlei tivesse menos importância nessa época, mas suas paixões de criança também eram divididas entre o futebol e o basquetebol. Aos sábados e domingos, Radamés gostava de acompanhar o pai em seu trabalho de dirigente do Clube de Regatas do Flamengo, para frequentar a Gávea e assistir aos treinos realizados na concentração em São Conrado. No futuro ele ainda seguiria a carreira de seu pai e seria eleito Vice-Presidente do Flamengo em 2003, com o apoio do Zico, e depois, Diretor Executivo do Futebol do Flamengo.

## Carreira como treinador

### Início
Os primeiros passos de Radamés no vôlei foram dados na Praia de Copacabana, onde passava as manhãs dos finais de semana jogando numa rede em frente à Rua Bolívar. A paixão pelo esporte aumentou quando assistiu um treino dos seus colegas do Colégio Santo Inácio, que jogavam no Botafogo de Futebol e Regatas. Lá conheceu Bebeto de Freitas, o então levantador da Seleção Brasileira e treinador do infantil e do infanto-juvenil do clube. No Botafogo, Radamés jogou dos 13 aos 16 anos e depois viria a receber o convite de Bebeto para ser seu auxiliar no comando treinador do time. Quando Bebeto viajava a serviço da Seleção Brasileira, Radamés assumia a função de treinador no lugar do levantador.

### Times que comandou
Radamés Lattari teve uma carreira extensa como treinador, passando por grandes clubes do Brasil e do exterior. Ele ainda foi um dos poucos a conseguir ser campeão estadual em seis estados diferentes: RJ, SP, MG, SC, AL e DF.
No Brasil, foi treinador das seguintes equipes: Botafogo, Flamengo, Tijuca Tênis Clube, Hygia, CRB de Alagoas, América, Atlântica Boavista, Clube Atlético Mineiro, Lufkin, Canto do Rio, AABB Brasília, Cimede Florianópolis e treinador das seleções cariocas infanto, juvenil e adulta.
No exterior, comandou times da Itália e de Portugal: Leixões de Portugal, Olimpia Santo Antioco Sardegna na Itália, Trentino Volley, Taranto Volley Itália, Martina Franca Volley e Castellana Grotte Itália.

## Seleção Brasileira de Vôlei
Pela Seleção Brasileira de Voleibol Feminino, Radamés Lattari foi assistente técnico de Enio Figueiredo de 1981 a 1984 e supervisor técnico entre 1995 e 1996, quando Bernardinho era o treinador. Na masculina, foi treinador de 1997 a 2000.

## Títulos

### Clubes
- 1983 - Campeão Mineiro (Atlético Mineiro)
- 1984 - Campeão Taça Rio (Flamengo)
- 1989 - Campeão de Brasília (AABB)
- 1990 - Campeão da Taça Portugal (Leixões)
- 1994 - Campeão da série A-2 da Itália (Banca Sassari/Cagliari)

### Seleção Brasileira
- Bicampeão Sul-Americano (1997 e 1999)
- Campeão do World Grand Champions (1997)
- Campeão da Copa América (1998)

## Trabalhos na televisão
Em 2011, Radamés foi contratado como comentarista de vôlei dos canais da TV Esporte Interativo. Desta forma, fez a cobertura deste esporte para o canal nas Olimpíadas de Londres 2012.
Em 2014, ganhou um programa próprio, chamado "Programa do Radamés", onde ele recebia celebridades ligadas ao esporte para um bate-papo.

## Carreira política

### Dirigente
Radamés Lattari é bacharel em Educação Física, possuindo formação nas áreas de Administração Esportiva e Psicologia Esportiva. Como gestor da CBV, foi dirigente em 2001/02 e agora exerce a função de Diretor de Desenvolvimento do Voleibol. No futebol, foi Vice-Presidente do Flamengo em 2003 e depois passou pelo cargo de Diretor Executivo do Futebol do Flamengo. Ele também é proprietário da Empresa RLF Serviços Técnicos de Consultoria que realiza palestras motivacionais e sobre liderança, além de prestar consultorias.